# Erysimum leptophyllum
Erysimum leptophyllum är en korsblommig växtart som först beskrevs av Friedrich August Marschall von Bieberstein, och fick sitt nu gällande namn av Antoni Lukianovich Andrzejowski. Erysimum leptophyllum ingår i släktet kårlar, och familjen korsblommiga växter. Inga underarter finns listade i Catalogue of Life.